# دانيس كوبر
دانيس كوبر (بالإنجليزية: Danese Cooper)‏ هي مبرمجة وعالمة حواسيب وناشطة مدافعة عن البرمجيات المفتوحة المصدر أمريكية ولدت في يوم 19 يناير 1959 في كاليفورنيا في الولايات المتحدة، عملت دانيس كوبر مع عدة شركات من أبل وإنتل ومؤسسة موزيلا وعملت أيضاً كمطورة في ويكيميديا. ويذكر أنه بعد تخرجها من جامعة كاليفورنيا تطوعت مع فرق السلام في المغرب وعاشت هناك في فترة قصيرة.